# 上海教育出版社
上海教育出版社，是一家中华人民共和国的出版社，位于上海市永福路123号。

## 概述

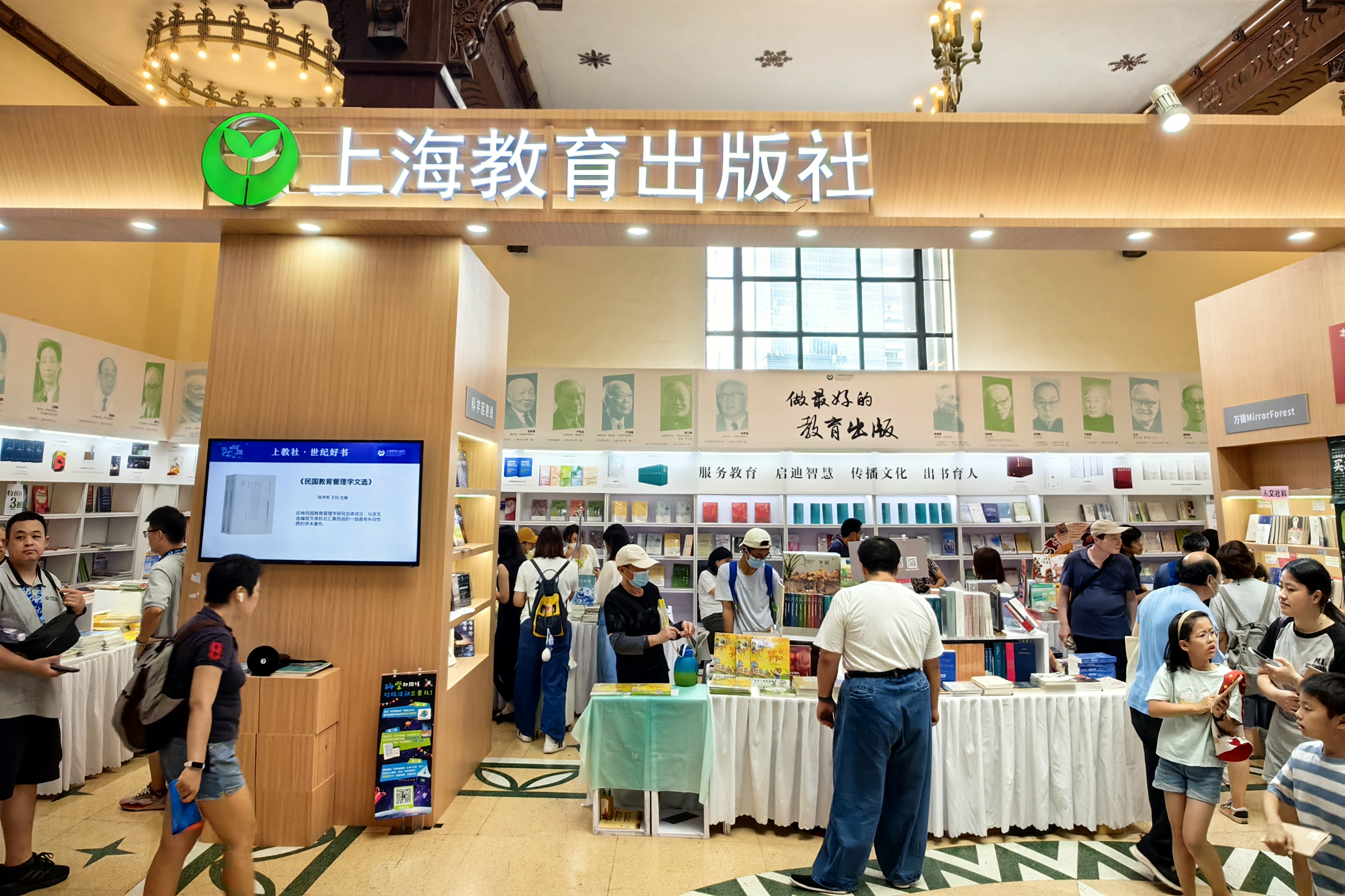
2024年上海书展上海教育出版社展位

1958年7月，由上海的新知识出版社和教育图片出版社合并组成上海教育出版社。1990年4月17日，重新登记注册。主办单位、主管单位是上海市新闻出版局。出版配合学前教育、初等教育、中等教育、高等教育、业余教育和特种教育的图书期刊和音像读物。主要品种有各级各类学校的各种教材、教学辅助用书，教学图片、音像读物和各种教师读物、学生读物、幼儿读物、学具、工具书、学术著作等。